# Монфарре-і-Кастальбо
Монфарре́-і-Кастальбо́ (кат. Montferrer i Castellbò) - муніципалітет, розташований в Автономній області Каталонія, в Іспанії. Знаходиться у районі (кумарці) Алт Уржель провінції Лєйда, згідно з новою адміністративною реформою перебуватиме у складі Баґарії (округи) Ал Пірінеу і Аран.

## Населення

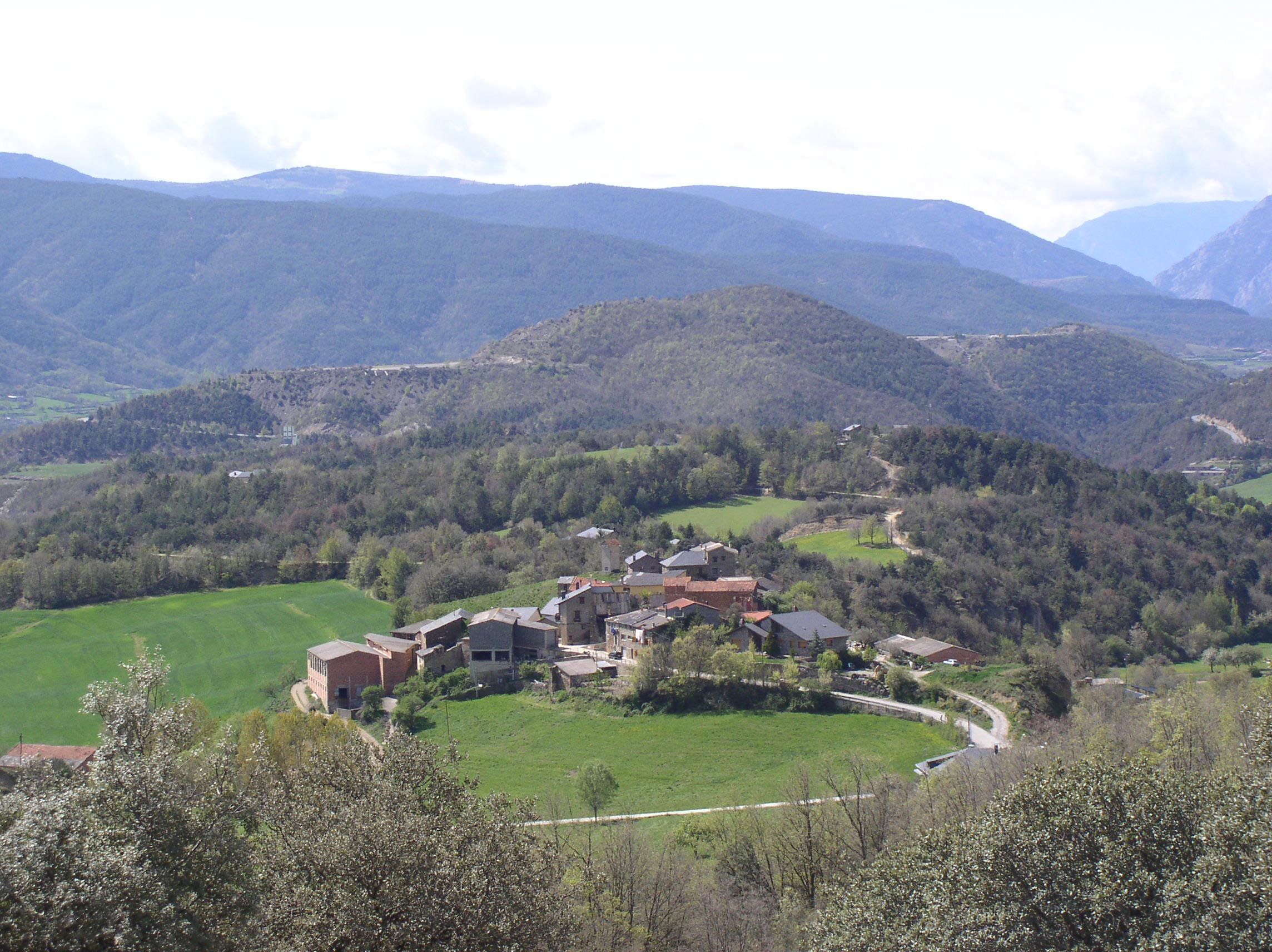
Міський район Баляста у муніципалітеті Монфарре-і-Кастальбо

Населення міста (у 2007 р.) становить 983 особи (з них менше 14 років - 12,6%, від 15 до 64 - 72,3%, понад 65 років - 15,1%). У 2006 р. народжуваність склала 8 осіб, смертність - 11 осіб, зареєстровано 5 шлюбів. У 2001 р. активне населення становило 357 осіб, з них безробітних - 27 осіб.

Серед осіб, які проживали на території міста у 2001 р., 606 народилися в Каталонії (з них 485 осіб у тому самому районі, або кумарці), 84 особи приїхали з інших областей Іспанії, а 46 осіб приїхало з-за кордону. 

Університетську освіту має 8,5% усього населення. 

У 2001 р. нараховувалося 267 домогосподарств (з них 27,3% складалися з однієї особи, 27% з двох осіб,16,1% з 3 осіб, 15% з 4 осіб, 7,5% з 5 осіб, 3,7% з 6 осіб, 1,5% з 7 осіб, 1,1% з 8 осіб і 0,7% з 9 і більше осіб).

Активне населення міста у 2001 р. працювало у таких сферах діяльності : у сільському господарстві - 20,3%, у промисловості - 14,5%, на будівництві - 10,9% і у сфері обслуговування - 54,2%. 

 У муніципалітеті або у власному районі (кумарці) працює 295 осіб, поза районом - 148 осіб.

### Безробіття
У 2007 р. нараховувалося 12 безробітних (у 2006 р. - 13 безробітних), з них чоловіки становили 25%, а жінки - 75%.

## Економіка

### Підприємства міста

#### Промислові підприємства
| \| Промислові підприємства міста, за сферою діяльності \| Промислові підприємства міста, за сферою діяльності \| Промислові підприємства міста, за сферою діяльності \| \| Рік \| 2002 р. \| 2001 р. \| \| --------------------------------------------------- \| --------------------------------------------------- \| --------------------------------------------------- \| \| Енергетичні та водні ресурси \| 8,3% \| 8,3% \| \| Хімія та метали \| 16,7% \| 16,7% \| \| Переробка металів \| 16,7% \| 16,7% \| \| Продукти харчування \| 33,3% \| 33,3% \| \| Текстиль \| 8,3% \| 8,3% \| \| Виробництво меблів, видання \| 16,7% \| 16,7% \| \| Інше \| 0% \| 0% \| \| Усього підприємств \| 12 \| 12 \| |         |         |
| Промислові підприємства міста, за сферою діяльності |         |         |
| Рік | 2002 р. | 2001 р. |
| Енергетичні та водні ресурси | 8,3%    | 8,3%    |
| Хімія та метали | 16,7%   | 16,7%   |
| Переробка металів | 16,7%   | 16,7%   |
| Продукти харчування | 33,3%   | 33,3%   |
| Текстиль | 8,3%    | 8,3%    |
| Виробництво меблів, видання | 16,7%   | 16,7%   |
| Інше | 0%      | 0%      |
| Усього підприємств | 12      | 12      |

#### Роздрібна торгівля
| \| Підприємства роздрібної торгівлі міста, за сферою діяльності \| Підприємства роздрібної торгівлі міста, за сферою діяльності \| Підприємства роздрібної торгівлі міста, за сферою діяльності \| \| Рік \| 2002 р. \| 2001 р. \| \| ------------------------------------------------------------ \| ------------------------------------------------------------ \| ------------------------------------------------------------ \| \| Продукти харчування \| 0% \| 0% \| \| Одяг та взуття \| 0% \| 0% \| \| Товари для дому \| 0% \| 0% \| \| Книги та періодичні видання \| 0% \| 0% \| \| Промислова хімічна продукція \| 50% \| 42,9% \| \| Продукція, пов'язана з транспортними засобами \| 12,5% \| 14,3% \| \| Інше \| 37,5% \| 42,9% \| \| Усього підприємств \| 8 \| 7 \| |         |         |
| Підприємства роздрібної торгівлі міста, за сферою діяльності |         |         |
| Рік | 2002 р. | 2001 р. |
| Продукти харчування | 0%      | 0%      |
| Одяг та взуття | 0%      | 0%      |
| Товари для дому | 0%      | 0%      |
| Книги та періодичні видання | 0%      | 0%      |
| Промислова хімічна продукція | 50%     | 42,9%   |
| Продукція, пов'язана з транспортними засобами | 12,5%   | 14,3%   |
| Інше | 37,5%   | 42,9%   |
| Усього підприємств | 8       | 7       |

#### Сфера послуг
| \| Підприємства міста, що працюють у сфері послуг, за діяльністю \| Підприємства міста, що працюють у сфері послуг, за діяльністю \| Підприємства міста, що працюють у сфері послуг, за діяльністю \| \| Рік \| 2002 р. \| 2001 р. \| \| ------------------------------------------------------------- \| ------------------------------------------------------------- \| ------------------------------------------------------------- \| \| Гуртова торгівля \| 16,1% \| 14,8% \| \| Готелі та готельний бізнес \| 33,9% \| 35,2% \| \| Транспорт та зв'язок \| 24,2% \| 25,9% \| \| Посередницькі фінансові послуги \| 0% \| 0% \| \| Послуги підприємствам \| 3,2% \| 1,9% \| \| Послуги фізичним особам \| 16,1% \| 14,8% \| \| Нерухомість та ін. \| 6,5% \| 7,4% \| \| Усього підприємств \| 62 \| 54 \| |         |         |
| Підприємства міста, що працюють у сфері послуг, за діяльністю |         |         |
| Рік | 2002 р. | 2001 р. |
| Гуртова торгівля | 16,1%   | 14,8%   |
| Готелі та готельний бізнес | 33,9%   | 35,2%   |
| Транспорт та зв'язок | 24,2%   | 25,9%   |
| Посередницькі фінансові послуги | 0%      | 0%      |
| Послуги підприємствам | 3,2%    | 1,9%    |
| Послуги фізичним особам | 16,1%   | 14,8%   |
| Нерухомість та ін. | 6,5%    | 7,4%    |
| Усього підприємств | 62      | 54      |

## Житловий фонд
У 2001 р. 0,4% усіх родин (домогосподарств) мали житло метражем до 59 м2, 14,2% - від 60 до 89 м2, 42,7% - від 90 до 119 м2 і
42,7% - понад 120 м2.

З усіх будівель у 2001 р. 43,6% було одноповерховими, 37,7% - двоповерховими, 18,5
% - триповерховими, 0% - чотириповерховими, 0% - п'ятиповерховими, 0,2% - шестиповерховими,
0% - семиповерховими, 0% - з вісьмома та більше поверхами.

## Автопарк
| \| Автомобілі, зареєстровані у місті, за призначенням \| Автомобілі, зареєстровані у місті, за призначенням \| Автомобілі, зареєстровані у місті, за призначенням \| \| Рік \| 2006 р. \| 2005 р. \| \| -------------------------------------------------- \| -------------------------------------------------- \| -------------------------------------------------- \| \| Приватні автомобілі \| 55,5% \| 57,7% \| \| Мотоцикли \| 7,6% \| 6,9% \| \| Вантажівки \| 25,5% \| 25,6% \| \| Трактори \| 1,6% \| 1,2% \| \| Автобуси та ін. \| 9,8% \| 8,6% \| \| Усього автомобілів \| 1.006 шт. \| 903 шт. \| |           |         |
| Автомобілі, зареєстровані у місті, за призначенням |           |         |
| Рік | 2006 р.   | 2005 р. |
| Приватні автомобілі | 55,5%     | 57,7%   |
| Мотоцикли | 7,6%      | 6,9%    |
| Вантажівки | 25,5%     | 25,6%   |
| Трактори | 1,6%      | 1,2%    |
| Автобуси та ін. | 9,8%      | 8,6%    |
| Усього автомобілів | 1.006 шт. | 903 шт. |

## Вживання каталанської мови
У 2001 р. каталанську мову у місті розуміли 98,5% усього населення (у 1996 р. - 99,6%), вміли говорити нею 87,1% (у 1996 р. - 
90,2%), вміли читати 76,9% (у 1996 р. - 80,6%), вміли писати 52,1
% (у 1996 р. - 44,6%). Не розуміли каталанської мови 1,5%.

## Політичні уподобання
У виборах до Парламенту Каталонії у 2006 р. взяло участь 417 осіб (у 2003 р. - 444 особи). Голоси за політичні сили розподілилися таким чином:
| \| Вибори до Парламенту Каталонії \| Вибори до Парламенту Каталонії \| Вибори до Парламенту Каталонії \| \| Рік \| 2006 р. \| 2003 р. \| \| -------------------------------------- \| ------------------------------ \| ------------------------------ \| \| Конвергенція та Єднання (CiU) \| 51,8% \| 54,5% \| \| Соціалістична партія Каталонії (PSC) \| 17,7% \| 15,3% \| \| Народна партія (PP) \| 3,6% \| 5% \| \| Ініціатива за зелену Каталонію (IC) \| 8,6% \| 4,7% \| \| Республіканська лівиця Каталонії (ERC) \| 18% \| 19,8% \| \| Громадянська партія (C's) \| 0,2% \| 0% \| \| Інші \| 0% \| 0,7% \| |         |         |
| Вибори до Парламенту Каталонії |         |         |
| Рік | 2006 р. | 2003 р. |
| Конвергенція та Єднання (CiU) | 51,8%   | 54,5%   |
| Соціалістична партія Каталонії (PSC) | 17,7%   | 15,3%   |
| Народна партія (PP) | 3,6%    | 5%      |
| Ініціатива за зелену Каталонію (IC) | 8,6%    | 4,7%    |
| Республіканська лівиця Каталонії (ERC) | 18%     | 19,8%   |
| Громадянська партія (C's) | 0,2%    | 0%      |
| Інші | 0%      | 0,7%    |

У муніципальних виборах у 2007 р. взяло участь 495 осіб (у 2003 р. - 510 осіб). Голоси за політичні сили розподілилися таким чином:
| \| Муніципальні вибори \| Муніципальні вибори \| Муніципальні вибори \| \| Рік \| 2007 р. \| 2003 р. \| \| -------------------------------------- \| ------------------- \| ------------------- \| \| Конвергенція та Єднання (CiU) \| 76% \| 51% \| \| Соціалістична партія Каталонії (PSC) \| 15,6% \| 27,3% \| \| Народна партія (PP) \| 0% \| 1,4% \| \| Ініціатива за зелену Каталонію (IC) \| 0% \| 0% \| \| Республіканська лівиця Каталонії (ERC) \| 8,5% \| 20,4% \| \| Громадянська партія (C's) \| 0% \| 0% \| \| Інші \| 0% \| 0% \| |         |         |
| Муніципальні вибори |         |         |
| Рік | 2007 р. | 2003 р. |
| Конвергенція та Єднання (CiU) | 76%     | 51%     |
| Соціалістична партія Каталонії (PSC) | 15,6%   | 27,3%   |
| Народна партія (PP) | 0%      | 1,4%    |
| Ініціатива за зелену Каталонію (IC) | 0%      | 0%      |
| Республіканська лівиця Каталонії (ERC) | 8,5%    | 20,4%   |
| Громадянська партія (C's) | 0%      | 0%      |
| Інші | 0%      | 0%      |